# Rana muscosa
Rana muscosa är en groddjursart som beskrevs av Camp 1917. Rana muscosa ingår i släktet Rana och familjen egentliga grodor. IUCN kategoriserar arten globalt som starkt hotad. Inga underarter finns listade i Catalogue of Life.